# Ambona
Ambona är en bergstopp i Antarktis. Den ligger i Sydshetlandsöarna. Argentina, Chile och Storbritannien gör anspråk på området. Toppen på Ambona är 85 meter över havet.
Terrängen runt Ambona är huvudsakligen kuperad, men åt sydost är den platt. Havet är nära Ambona österut. Trakten är glest befolkad. Närmaste befolkade plats är Commandante Ferraz Station, 9,6 kilometer nordost om Ambona. 